# Дортсман, Адриан
Адриан Дортсман (нидерл. Adriaan Dortsman; 1635, Флиссинген — 1682, Амстердам) — нидерландский архитектор из Амстердама. Работал в стиле голландского классицизмa.

## Биография
Адриан Дортсман был потомком семьи плотников из Флиссингена, Северные Нидерланды. В 1658 году начал изучать математику в Лейденском университете. Переехал в Амстердам в 1667 году, с 1669 года изучал архитектуру в строительном колледже. В качестве архитектора отвечал за проектирование многих зданий в Амстердаме.
Он проектировал Круглую лютеранскую церковь (Ronde Lutherse Kerk) в Амстердаме (1668—1671; снесена в 1822 году, построена заново в 1826 году), валлонский детский приют (ныне Дом Декарта), дом «Ван Рей» для богатого торговца зерном и оружием Иеремии ван Рея на Кайзерсграхте (теперь в этом комплексе находится Музей Ван Лон), Амстел, 216 (для производителя мыла Гейсберта Доммера, который позже был куплен бургомистром Амстердама Кунрадом ван Бёнингеном). В 1672 году он проектировал ворота и оборонительные сооружения в Амстердаме. В 1676 году Адриан Дортсман был назначен «контролером новых голландских укреплений» Нардена для Вильгельма III Оранского.
Дортсман стал довольно богатым и оставил большую часть состояния своей экономке Корнелии ван дер Гон, которая после его смерти вышла замуж за его помощника, художника Давида ван дер Пласа. Корнелия ван дер Гон изготавливала знаменитые голландские «кукольные домики», Дортсман и Ван дер Плас помогали ей в проектировании. Два кукольных домика Корнелии ван дер Гон позже попали в руки собирательницы искусства Сары Роте (1699–1751). Теперь один кукольный домик находится в музее Франса Халса, а другой — в Муниципальном музее Гааги.

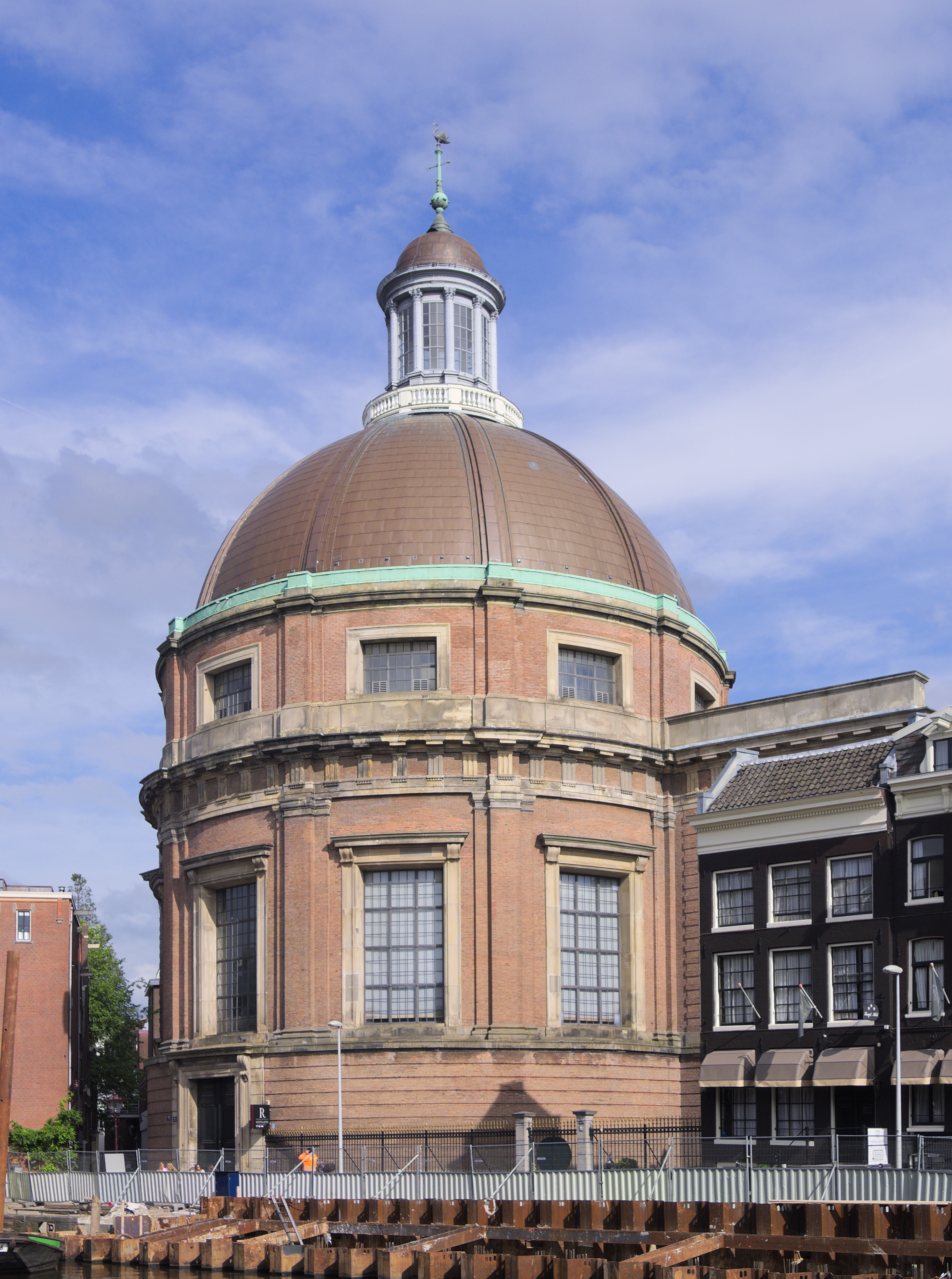
Круглая лютеранская церковь. 1671 (снесена в 1822 году, построена заново в 1826 году). Амстердам
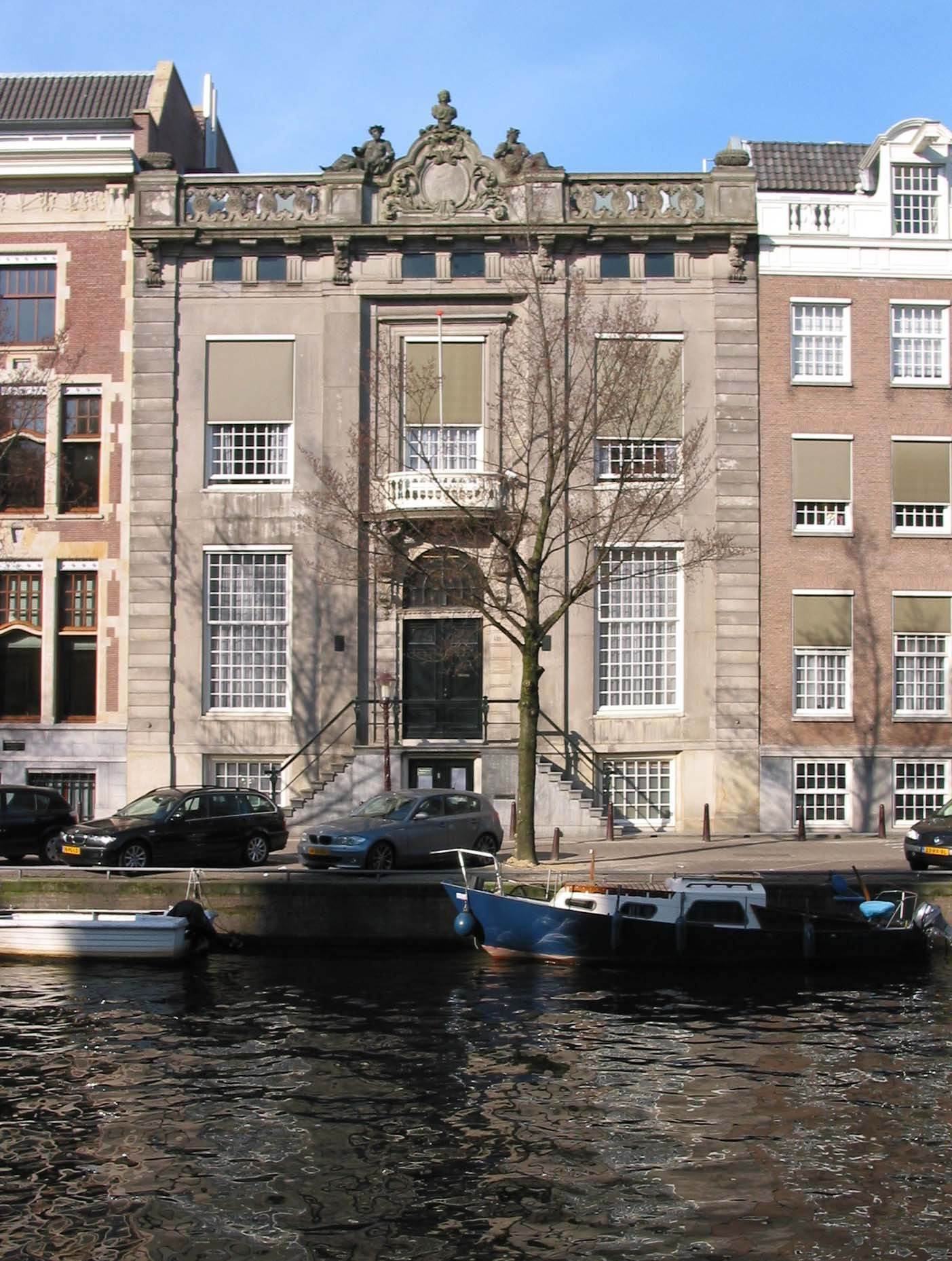
Дом на Херенграхт, 539. Амстердам
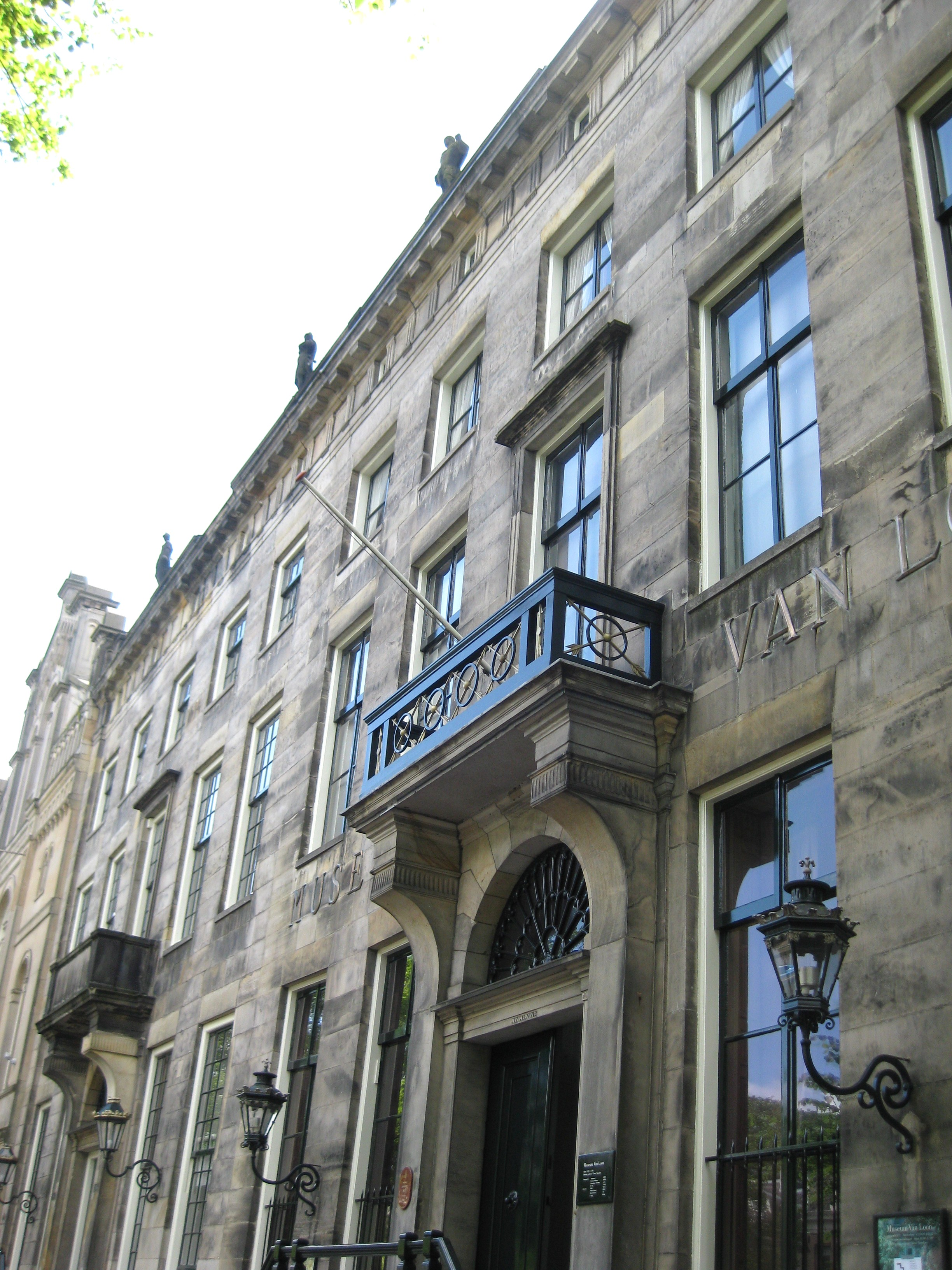
Дом на Кайзерсграхт, 672. Амстердам. Музей Ван Лон. Фасад. 1672
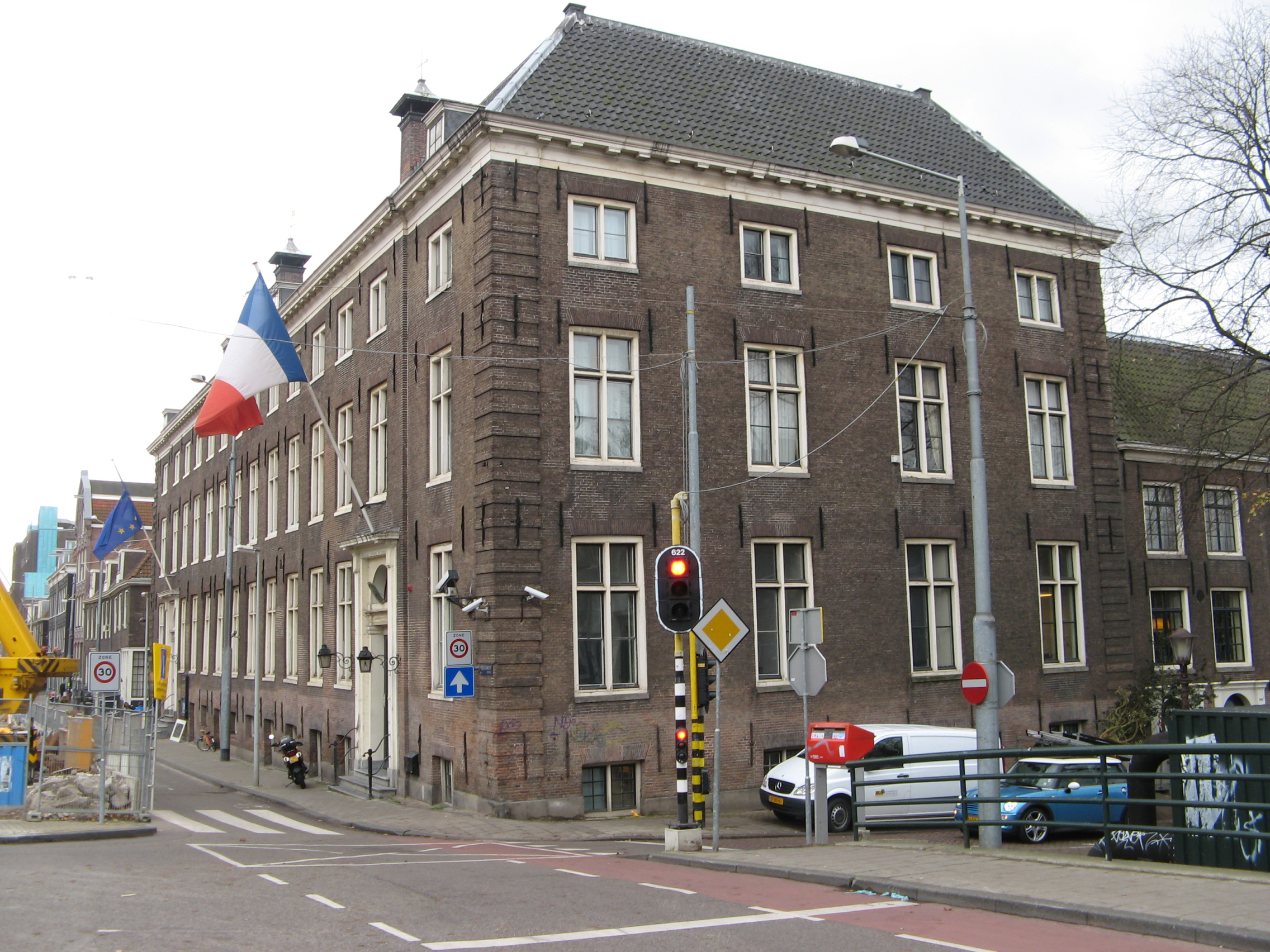
Дом Декарта. Амстердам
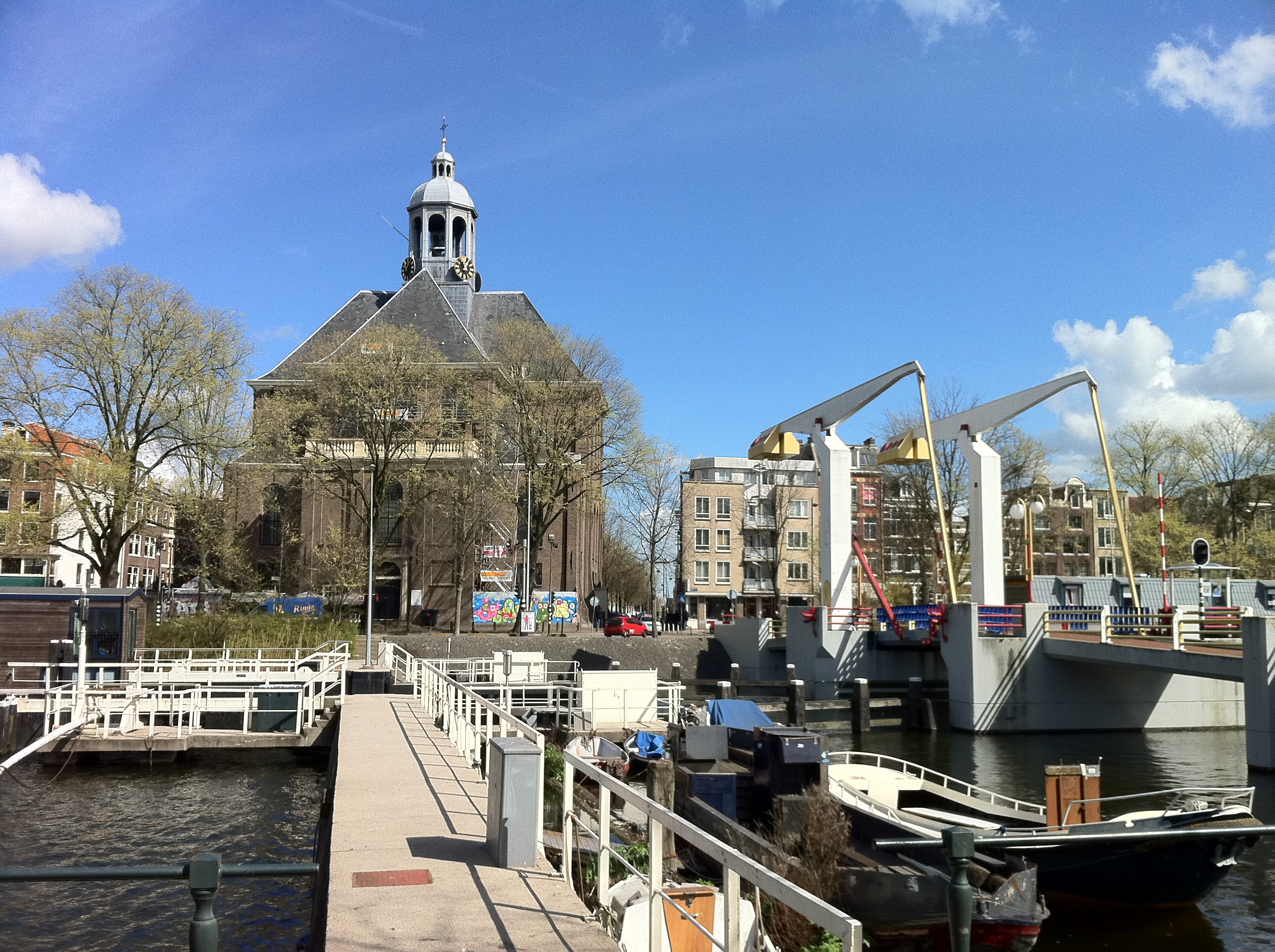
Остеркерк (Восточная церковь). Амстердам